# PlayStation Portable Slim & Lite
PSP (PlayStation Portable) Slim & Lite, denominata anche PSP 2000, è la seconda versione di PlayStation Portable prodotta da Sony Interactive Entertainment ed è stata messa in commercio nel 2007. Per distinguere PSP Slim & Lite da PSP originale è stato attribuito a quest'ultima il termine Fat. 

## Storia, lancio e commercializzazione
All'E3 2007, Sony ha fornito informazioni su una versione più sottile e leggera della PSP, simile al Nintendo DS Lite. Questo nuovo modello è stato commercializzato con il nome PSP Slim & Lite. Il lancio del nuovo modello di PSP è avvenuto in Giappone e in Europa il 5 settembre 2007, il 6 settembre negli Stati Uniti d'America, in Corea il 7 e in Australia il 12.

## Differenze con la PSP Fat
- È stata dotata di uno schermo più luminoso rispetto alla PSP Fat.
- È spessa 18,6 mm contro i 22 della Fat.
- Pesa 189 g contro i 289 g della Fat.
- Per ridurre il peso è diminuita la dimensione della batteria, con la conseguente riduzione dell'autonomia, che è stata ridotta del 10% rispetto alla Fat.
- Il lettore UMD è più veloce (di conseguenza sono ridotti i tempi di caricamento dei giochi).
- Memoria NAND flash raddoppiata (64 MB).
- Ram raddoppiata (64 MB).
- Gli speaker sono stati posti nella parte superiore.
- Supporta la ricarica via USB.
- Dispone di un'uscita TV-Out per collegarla al televisore.
- È stata rimossa la porta IR.

## Colori
- Piano Black - Nero
- Ceramic White - Bianco
- Ice Silver - Grigio
- Felicia Blue - Celeste
- Rose Pink - Rosa
- Lavender Purple - Violetto
- Deep Red - Rosso